# Динамо (Махачкала)
ФК «Дина́мо-Дагестан» (рос. Футбольный клуб «Динамо-Дагестан») — російський футбольний клуб з міста Махачкала, заснований у 1927 році. Виступає у Другому дивізіоні ФНЛ. Домашні матчі приймає на стадіоні «Динамо», місткістю 15 200 глядачів.